# Якунінськ
Яку́нінськ (рос. Якунинск) — селище у складі Таштагольського району Кемеровської області, Росія. Входить до складу Коуринського сільського поселення.

## Населення
Населення — 114 осіб (2010; 113 у 2002).
Національний склад (станом на 2002 рік):
- росіяни — 98 %